# 水本裕也
水本 裕也（みずもと ゆうや、1992年2月18日 - ）は、日本のラグビー選手。

## プロフィール
- 福岡県出身[1]。
- ポジションはプロップ(PR)。
- 身長 180cm、体重 100kg

## 略歴
2010年、東福岡高校卒業後、法政大学に入る。なお東福岡高校時代、花園へ3度出場し、2回優勝した。また2009年度高校日本代表候補メンバーに選出された。 
2014年、法政大学卒業後、釜石シーウェイブスに加入。同年にトップリーグのヤマハ発動機へ2日間国内留学した。
また同年9月21日に行われたトップイーストリーグDiv.1第２節の東京ガス戦に途中出場ながら公式戦初出場を果たした。 
2020年、釜石シーウェイブスを退団した。